# Винаровка (Киевская область)
Винаро́вка (укр. Винарівка) — село, входит в Ставищенский район Киевской области Украины.
Население по переписи 2001 года составляло 753 человека. Почтовый индекс — 09422. Телефонный код — 4564. Занимает площадь 2,206 км². Код КОАТУУ — 3224282001.

## Местный совет
09422, Київська обл., Ставищенський р-н, с. Винарівка, вул. Садова, 1

## Галерея

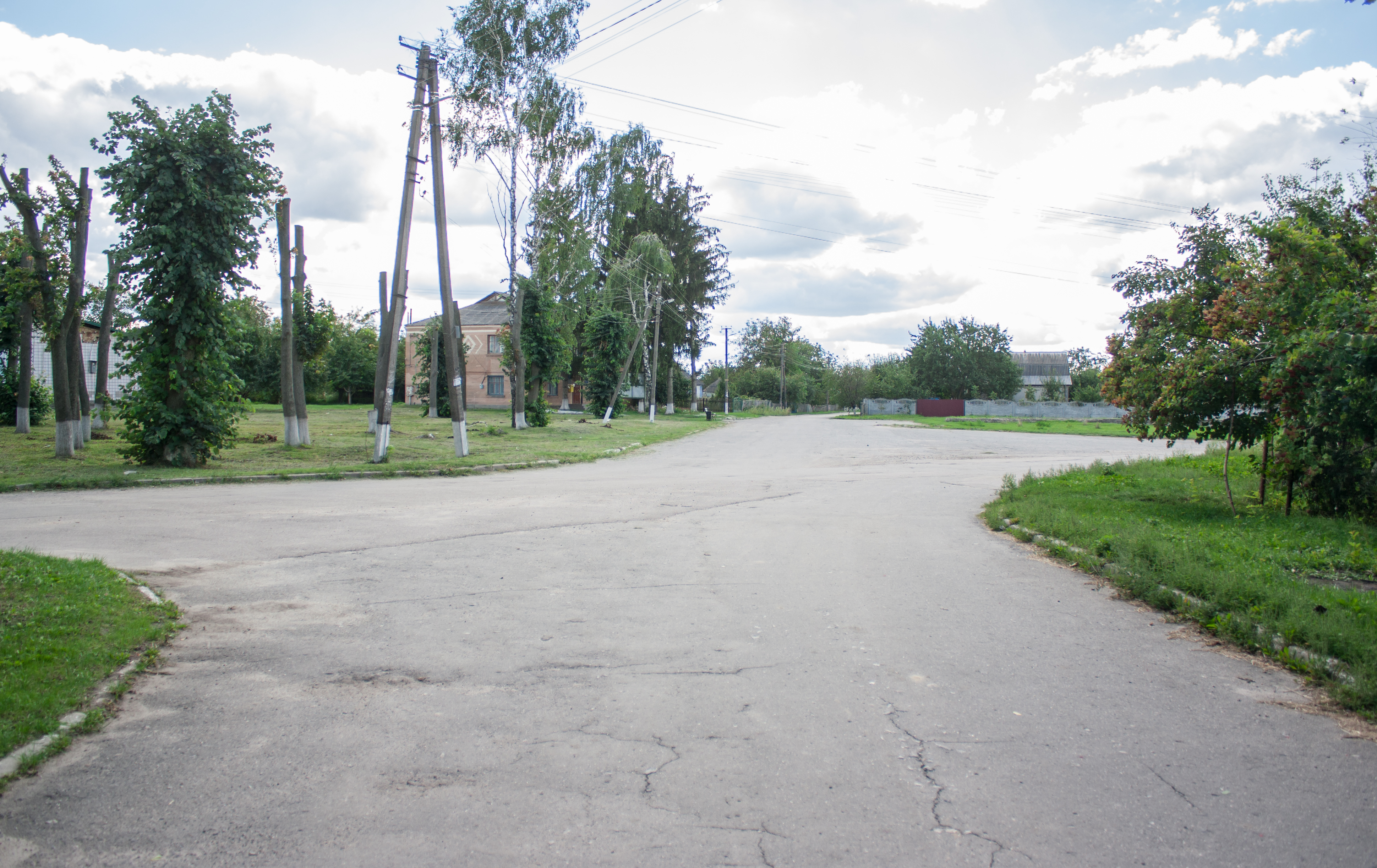
Центр села
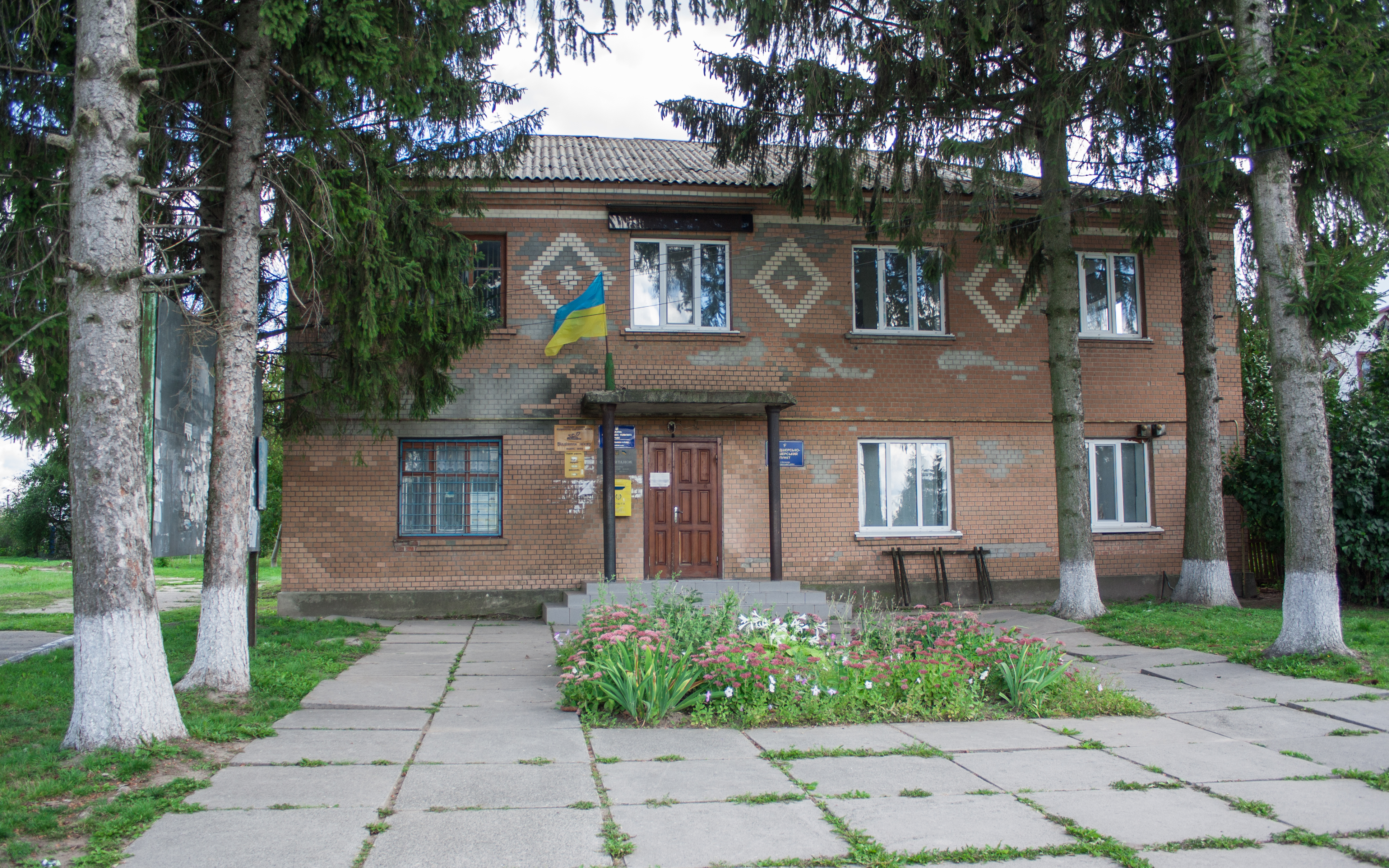
Сельский совет и ФАП
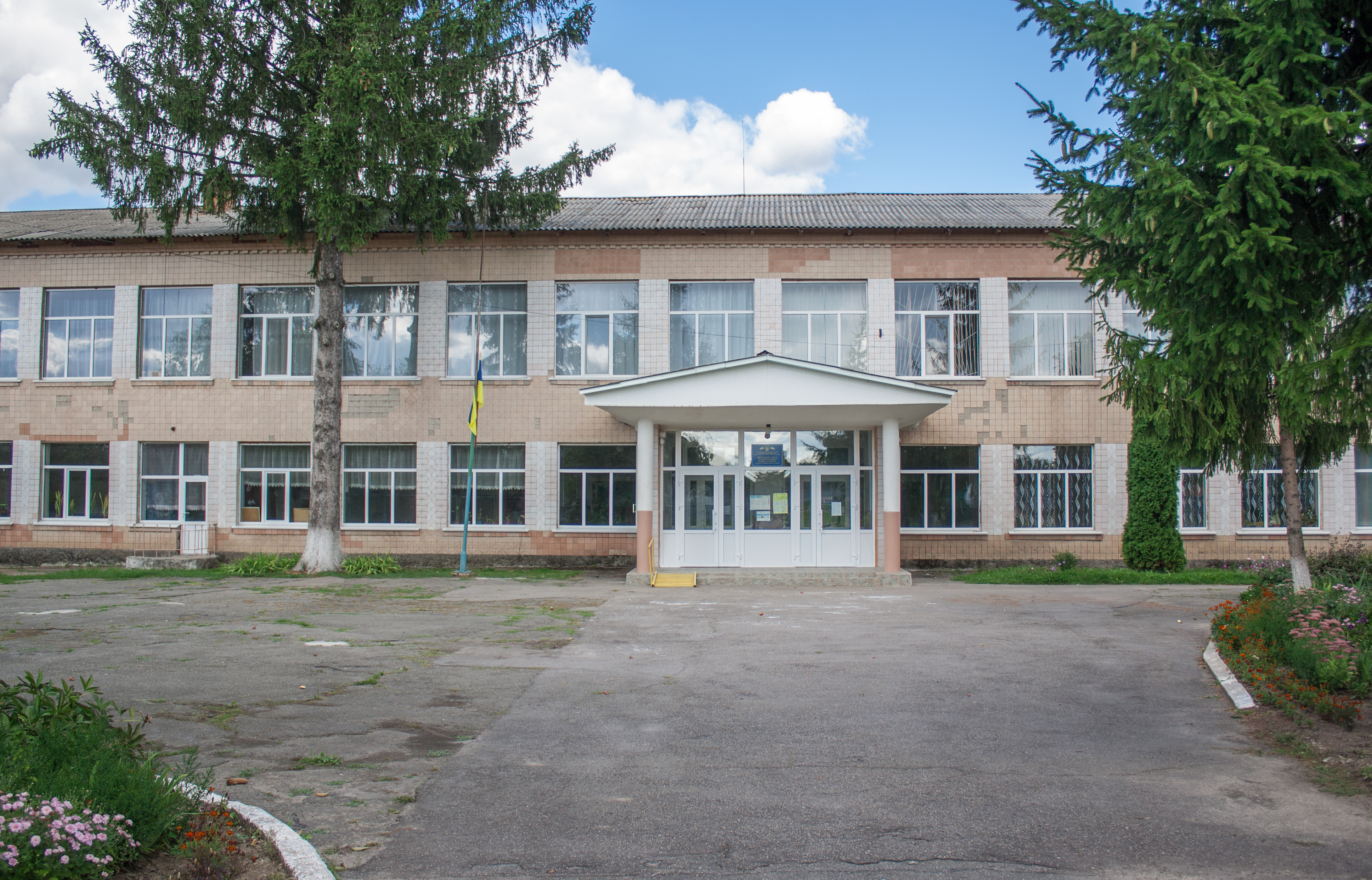
Школа
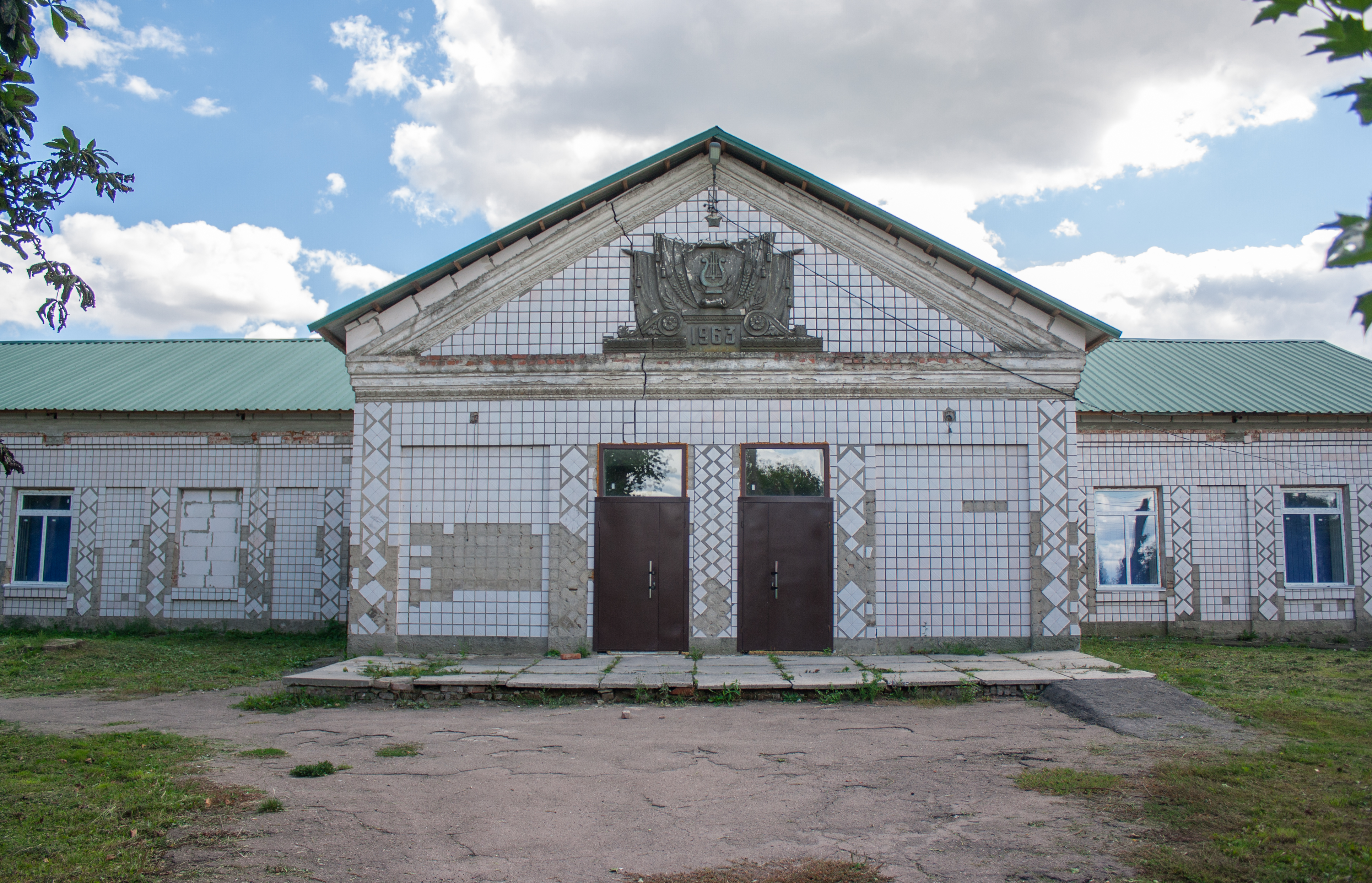
Дом культуры
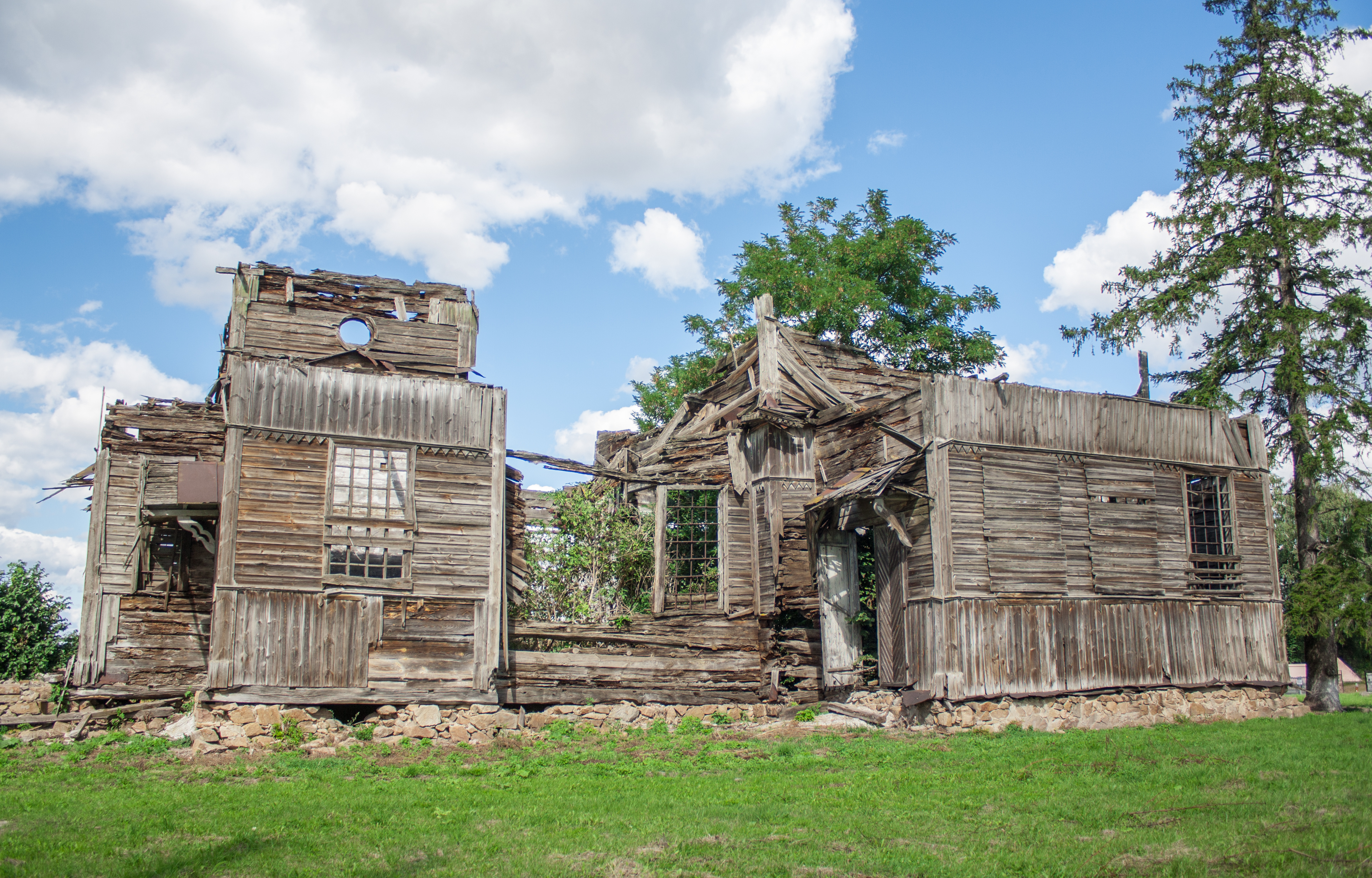
Церковь Иоанна Богослова (1895 г.)
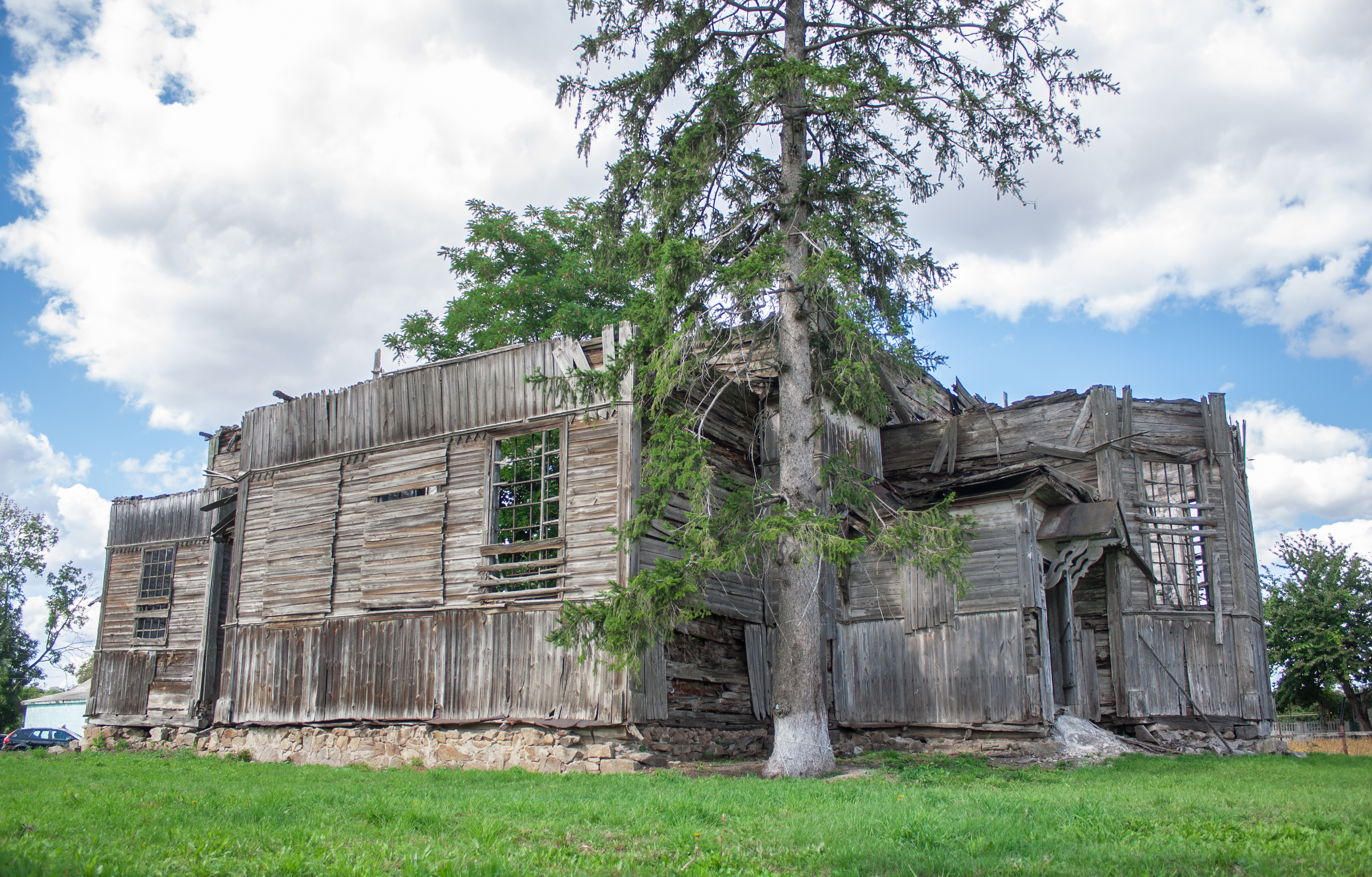
Церковь Иоанна Богослова (1895 г.)